# 面影ワープ
「面影ワープ」（おもかげワープ）は、nano.RIPEの5枚目のシングル。2011年8月3日にLantisから発売された。

## 概要
表題曲「面影ワープ」は、テレビアニメ『花咲くいろは』の後期オープニングテーマとして使用されており、Music Videoは番場秀一が手掛かけている。撮影は金沢で行なわれ、湯乃鷺駅のモデルになっている西岸駅もロケ地として使われた。なお企画当初は「夏模様」という表題が付けられていた。

## 収録曲
（全作詞：きみコ、編曲：nano.RIPE）
1. 面影ワープ [3:36]
作曲：佐々木淳
夏の思い出をテーマとして制作された楽曲[3]。
2. 15秒 [4:14]
作曲：きみコ・佐々木淳
インディーズ時代の2009年5月13日にWhite Dreamから発売された4thミニアルバム『時空フラスコ』からの収録曲で、ライブでは定番曲として歌われている[3]。
3. 空の少年 [4:07]
作曲：きみコ

## 収録アルバム
| 曲名       | 収録アルバム         | 発売日         | 備考               |
| ---------- | -------------------- | -------------- | ------------------ |
| 面影ワープ | 『星の夜の脈の音の』 | 2011年10月19日 | オリジナルアルバム |
| 15秒       | 『星の夜の脈の音の』 | 2011年10月19日 | オリジナルアルバム |